# Iphionella risensis
Iphionella risensis är en ringmaskart som beskrevs av Pettibone 1986. Iphionella risensis ingår i släktet Iphionella och familjen Polynoidae. Inga underarter finns listade i Catalogue of Life.